# Arma Senkrah

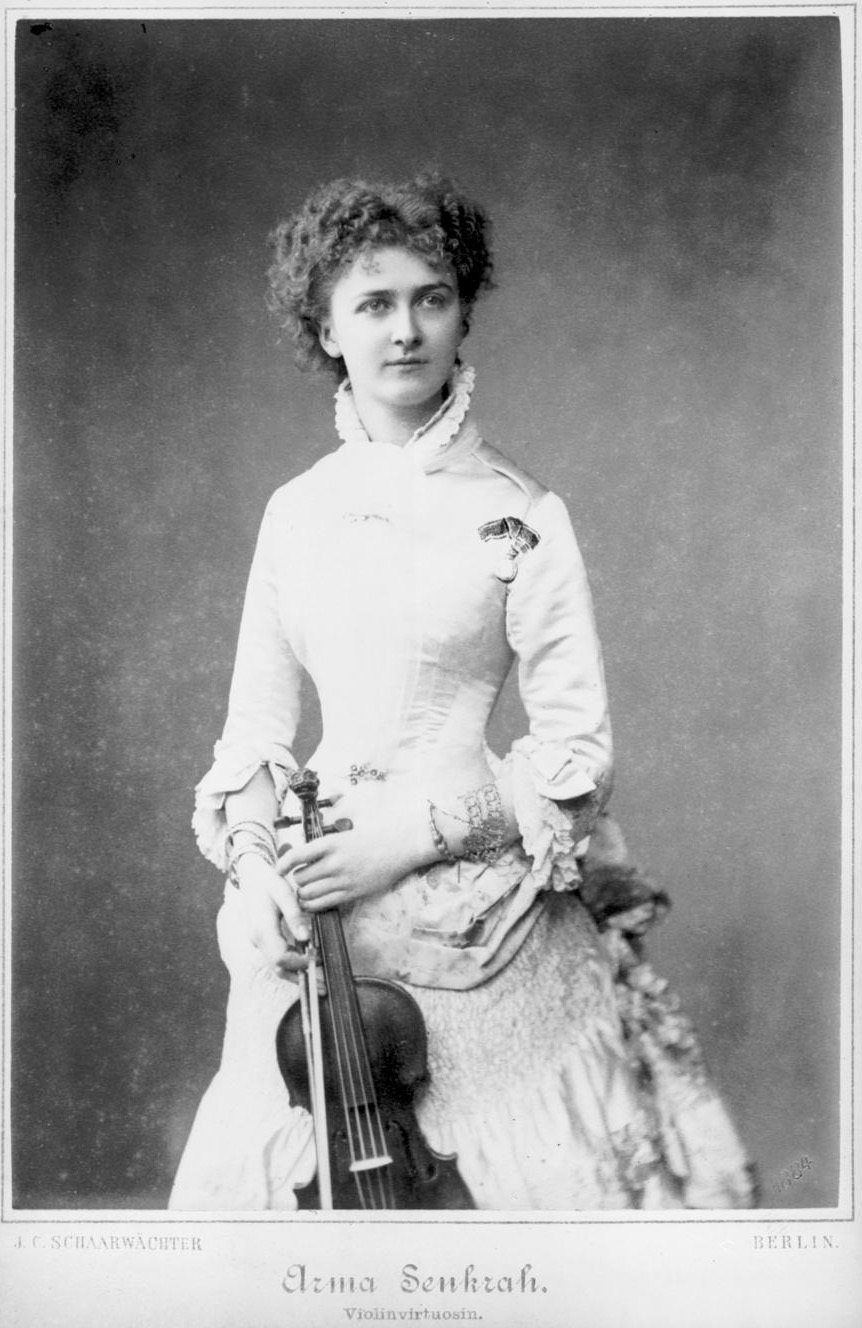
Arma Senkrah.

Arma Leoretta Senkrah (egentligen Harknes, som hon vänt bakfram), född 6 juni 1864 i Williamson, New York, död 3 september 1900 i Weimar, var en amerikansk violinist. 
Senkrah var lärjunge till Henryk Wieniawski, Henri Vieuxtemps och Joseph Massart. Hon erhöll 1881 första priset vid Pariskonservatoriet samt vann från 1882 under konsertresor rykte för smakfullt och poetiskt föredrag. Hon besökte Sverige 1883. Hon blev 1888 gift med en advokat Hoffmann i Weimar.